# Loxosceles virgo
Loxosceles virgo là một loài nhện trong họ Sicariidae.
Loài này thuộc chi Loxosceles. Loxosceles virgo được miêu tả năm 1983 bởi Gertsch & Ennik.